# مارتین مکس
مارتین مکس (انگلیسی: Martin Max؛ زادهٔ ۷ اوت ۱۹۶۸) بازیکن فوتبال اهل آلمان است.
از باشگاه‌هایی که در آن بازی کرده‌است می‌توان به باشگاه فوتبال هانزا روستوک، باشگاه فوتبال بروسیا مونشن‌گلادباخ، باشگاه فوتبال شالکه ۰۴، و باشگاه فوتبال مونیخ ۱۸۶۰ اشاره کرد.
وی همچنین در تیم ملی فوتبال آلمان بازی کرده‌است.